# Ipomoea seaania
Ipomoea seaania är en vindeväxtart som beskrevs av Richard Stephen Felger och D.F.Austin. Ipomoea seaania ingår i släktet praktvindor, och familjen vindeväxter. Inga underarter finns listade i Catalogue of Life.